# Acestes
Na mitologia romana, Acestes (também chamado Egesto) é um rei mitológico da Sicília, filho do deus-rio Crimiso e de uma mulher troiana, Segesta (ou Egesta), que fora enviada à ilha pelo pai para evitar criaturas perigosas que infestavam sua cidade natal. Era um troiano já instalado na Sicília quando Eneias chegou àquela região, depois da queda de Troia.
Acestes é citado diversas vezes por Virgílio no canto 1 da Eneida e no canto 9, mas é sobretudo o canto 5 que fala dele. Acolhe calorosamente seus compatriotas fugitivos e celebra o ritual de sepultura de Anquises, pai de Eneias.
Mais tarde hospeda Eneias outra vez quando, depois de deixar Dido, rainha de Cartago, faz escala em Drépano, hoje Trápani, em sua viagem para a Itália, onde pretende se estabelecer. Nessa escala as mulheres dos navegantes provocam um incêndio dos navios, por não aguentarem mais perambular pelo mar de um lado para outro.
Acestes aceita tomar sob sua proteção os troianos e as troianas que querem permanecer na Sicília, e que o aceitam como seu rei: manda construir para eles uma cidade, Segesta, ao noroeste da Sicília.
Virgílio não é o primeiro a relacionar Segesta com os troianos. Muito antes dele, Tucídides (6, 2, 3) já atribuíra a fundação de Segesta a troianos fugitivos.
Nesta segunda estada dos troianos na Sicília, Acestes participa de uma prova de destreza, nos jogos fúnebres em homenagem ao primeiro aniversário da morte de Anquises, e atira sua flecha com tanta força que ela acaba se incendiando.